# Otostigmus diminutus
Otostigmus diminutus är en mångfotingart som beskrevs av Wolfgang Bücherl 1946. Otostigmus diminutus ingår i släktet Otostigmus och familjen Scolopendridae. Inga underarter finns listade i Catalogue of Life.